# Ana Ollo Hualde
Ana Ollo Hualde (Pamplona, 24 de enero de 1965) es una política española, vicepresidenta segunda del Gobierno de Navarra y consejera de Memoria y convivencia, acción exterior y euskera del Gobierno de Navarra (desde 2023).

## Biografía
Nacida en Pamplona en 1965. Se licenció en Ciencias de la Información en la Universidad de Navarra, y se doctoró en Ciencias Políticas en la Universidad del País Vasco. Completó su formación universitaria con un título en Comunicación institucional de la Universidad Popeu Fabra y un máster en Dirección y Gestión Pública en la Universidad Pública de Navarra-UPNA (2010).
Comenzó trabajando como periodista en diversos medios: Cadena Ser, Navarra Hoy, RNE, TVE, para proseguir en el gabinete de prensa del Gobierno Foral. En 1992 creó el primer gabinete de prensa de la UPNA. Tras conseguir plaza de técnica en comunicación, por oposición, dirigió el servicio de comunicación de la UPNA (2007-2015), compaginándolo con el gabinete del Rector de la UPNA.
En 2015 entró en el Gobierno de Navarra como Consejera de relaciones ciudadanas e institucionales y portavoz del Gobierno de Navarra. En 2019 continuó en la misma consejería.
Domina el euskera y el inglés. Tiene pareja, Txus Pintor, y dos hijos.